# Hydrocyphon lii
Hydrocyphon lii es una especie de coleóptero de la familia Scirtidae.

## Distribución geográfica
Habita en Zhejiang (China).